# Anii 400 î.Hr.
Secole: Secolul al VI-lea î.Hr. - Secolul al V-lea î.Hr. - Secolul al IV-lea î.Hr.
Decenii: Anii 450 î.Hr. Anii 440 î.Hr. Anii 430 î.Hr. Anii 420 î.Hr. Anii 410 î.Hr. - Anii 400 î.Hr. - Anii 390 î.Hr. Anii 380 î.Hr. Anii 370 î.Hr. Anii 360 î.Hr. Anii 350 î.Hr.
Anii: 410 î.Hr. | 409 î.Hr. | 408 î.Hr. | 407 î.Hr. | 406 î.Hr. | 405 î.Hr. | 404 î.Hr. | 403 î.Hr. | 402 î.Hr. | 401 î.Hr. | 400 î.Hr.
Evenimente